# Alfa Romeo 158/159 Alfetta
Alfa Romeo 158/159, також відомий як Alfetta («маленька альфа» італійською) — перегоновий автомобіль для Гран-прі італійського виробника «Alfa Romeo». Вважається одним з найуспішніших перегонових автомобілів з коли-небудь створених — модель 158 та похідна від неї модель 159 отримали 47 перемог у 54 перегонах на гран-прі, у яких брали участь. Спочатку він був розроблений для участі у змаганнях формули «voiturette» перед Другою світовою війною (1937) і мав 1,5-літровий рядний 8-циліндровий двигун з наддувом. Після Другої світової війни автомобіль було допущено до участі у новій Формулі-1, яка була започаткована у 1947 році. В руках таких пілотів, як Джузеппе Фаріна, Хуан-Мануель Фанхіо і Луїджі Фаджолі, він домінував у перших двох сезонах чемпіонату світу серед пілотів.

## Огляд
Основна відповідальність за розробку була покладена на Джоаккіно Коломбо. Першу версію цього успішного перегонового автомобіля, 158-му, було випущено у 1937/1938 роках. Марка автомобіля пов'язана з його 1,5-літровим двигуном та вісьмома циліндрами. Клас «Voiturette» призначався для перегонових автомобілів з 1,5-літровими двигунами і співвідносився з вищою формулою «Гран-прі» (зазвичай для 3-літрових двигунів), як сьогодні Формула-2 — до Формули-1. Трилітровими перегоновими автомобілями «Альфи» у 1938 і 1939 роках були Tipo 308 , 312 і 316. 158-ма модель дебютувала із заводською командою «Alfa Corse» на Кубку Чіано Джуніор у серпні 1938 року в Ліворно (Італія), де Еміліо Віллорезі отримав першу перемогу. У той час двигун 1479,56 см³ (58,0 x 70,0 мм) з допомогою одноступінчастого нагнітача Рутса видавав близько 200 к.с. (150 кВт) при 7000 об/хв. Ще більший успіх прийшов на Гран-прі Кубок Ачербо, Кубок Чіано і Гран-прі Триполі у травні 1940 року. Незабаром Друга світова війна призупинила подальше удосконалення автомобіля на шість років.
Після війни двигун було удосконалено, і у 1946 році він видав уже 254 к.с. (189 кВт). У 1947 році «Alfetta» знову була взята на озброєння. Нові правила дозволяли двигуни об'ємом 1500 см³ з наддуванням і 4500 см³ без наддування. Модель 158 була знову модифікована, на цей раз потужність двигуна було доведено до 300 к.с. (220 кВт), і вона отримала позначення Tipo 158/47. Автомобіль трагічно дебютував на Гран-прі Швейцарії 1948 року, коли Акілле Варці втратив контроль над своєю машиною й загинув. Ще одна втрата для команди сталася на тренуванні на Гран-прі Буенос-Айреса 1949 року, де Жан-П'єр Вімілль загинув в аварії (за кермом Simca-Gordini).
У 1950 році 158-ма модель була допущена до участі у новому Чемпіонаті світу серед водіїв. Автомобіль виграв усі перегони, в яких брав участь у першому сезоні Формули-1. Здавалось неймовірним, що автомобіль, створений у 1938 році, виявився таким успішним, скоріш за все тому, що в інших розробників (а їх було небагато) не вистачало коштів на виготовлення та відлагодження своїх авто, тоді як інженери «Alfa Romeo» мали вдосталь часу на доводку своєї конструкції. Крім того, до команди «Alfa Romeo» входили такі талановиті пілоти, як Джузеппе «Ніно» Фаріна і Хуан-Мануель Фанхіо, останній з яких згодом п'ять разів вигравав чемпіонат світу серед пілотів.
В кінці сезону 1950 року було випущено оновлену версію, відому як 159, що використовувалася упродовж сезону 1951 року. У цій версії була перероблена задня підвіска, нерозрізна балка заднього моста була замінена підвіскою типу «de Dion», а потужність двигуна становила близько 420 к.с. (313 кВт) при 9600 об/хв. 159 модель розвивала максимальну швидкість 305 км/год (190 миль на годину) і важила 710 кг (1570 фунтів). Однак для досягнення цієї потужності двигун спрощеної конструкції оснащувався більшими нагнітачами. Цей факт у поєднанні зі збагаченою сумішшю, необхідною для спалювання метанолу у двигуні, привів до надзвичайно великої витрати пального — 159-а на 1,5 милі споживала британський галон (190 літрів на 100 кілометрів; 1,2 милі на галон США), що було дуже багато у порівнянні з Talbot-Lagos. того часу, які забезпечували 9 миль на британський галон (31 літр на 100 кілометрів; 7,5 миль на галон США). Гран-прі Великої Британії у Сільверстоуні було першим Гран-прі Формули-1, яке не виграла «Alfa Romeo», перш за все тому, що Фанхіо і Фарина повинні були двічі зупинятися, щоб просто заправити свої машини, а автомобіль «Ferrari» Хосе Фройлан Гонсалеса економніше витрачав паливо й здобув перемогу в гонці, а другим був Фанхіо. Проте, автомобіль «Alfa Romeo» мав перевагу у швидкості, і, здобувши перемоги в Швейцарії, Франції та Іспанії, Хуан-Мануель Фанхіо виграв у тому році свій перший з п'яти чемпіонатів. Для передостанньої гонки чемпіонату світу, Гран-прі Італії в Монці, «Alfa Romeo» представила нову еволюційну версію, відому як 159M, де літера «M» означає італ. Maggiorata («збільшена»).
Після невдалої спроби «Alfa Romeo» отримати державну допомогу для покриття витрат на розробку, команда оголосила про свій вихід з гонок Гран-прі в кінці 1951 року (зупинивши розробку 2,5-літрового Alfa Romeo 160). Це, у поєднанні з проблемами для інших команд Формули-1, призвело до постанови FIA про те, що всі гонки Гран-прі, які зараховуються до Чемпіонату світу водіїв у 1952 і 1953 роках, будуть проводитися для автомобілів, які відповідають вимогам Формули 2, а не Формули-1. Остання перемога автомобіля в Гран-прі була у 1953 році на Гран-прі Мерано (Італія).

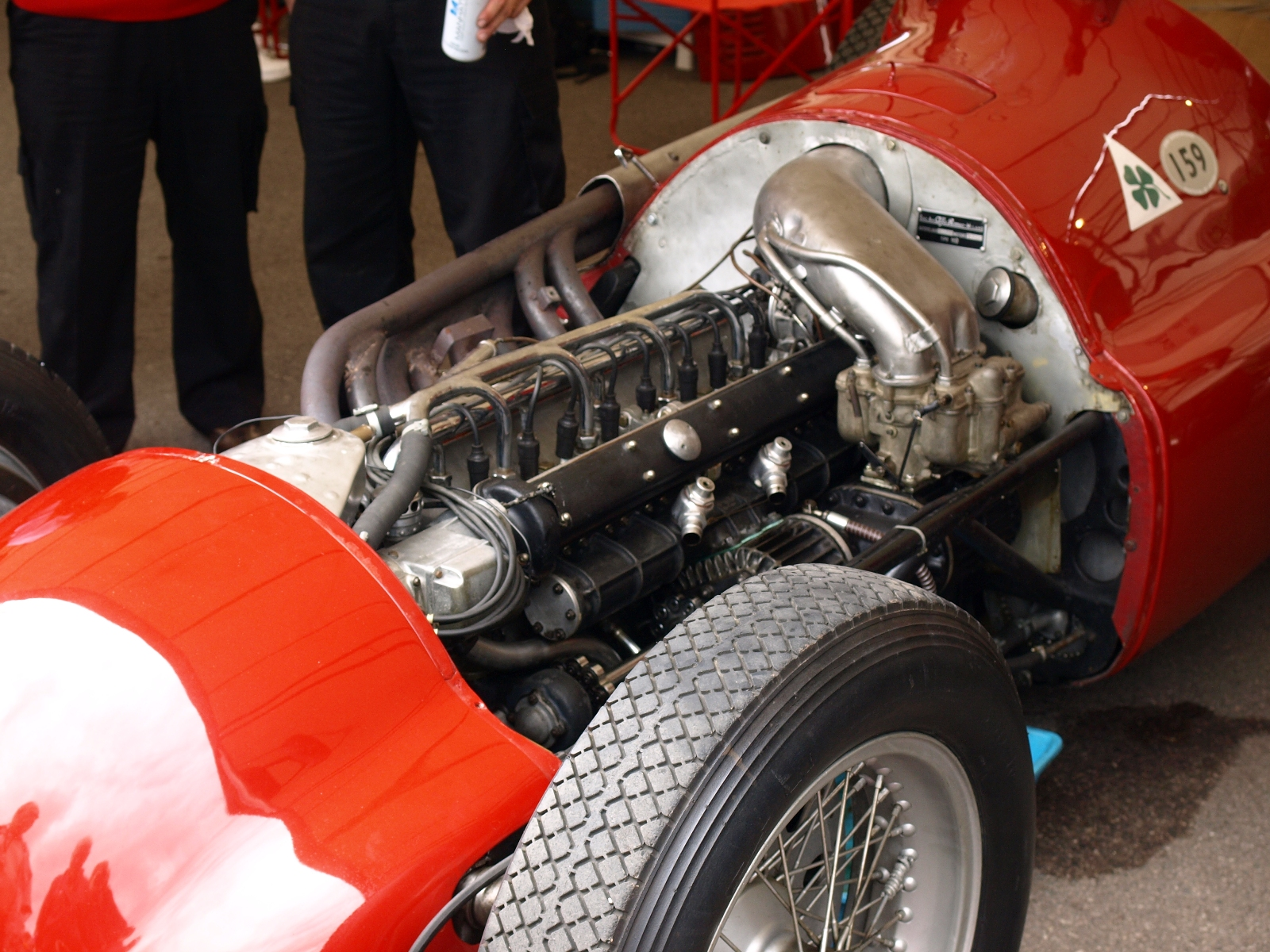
Півторалітровий двигун L8 159 моделі

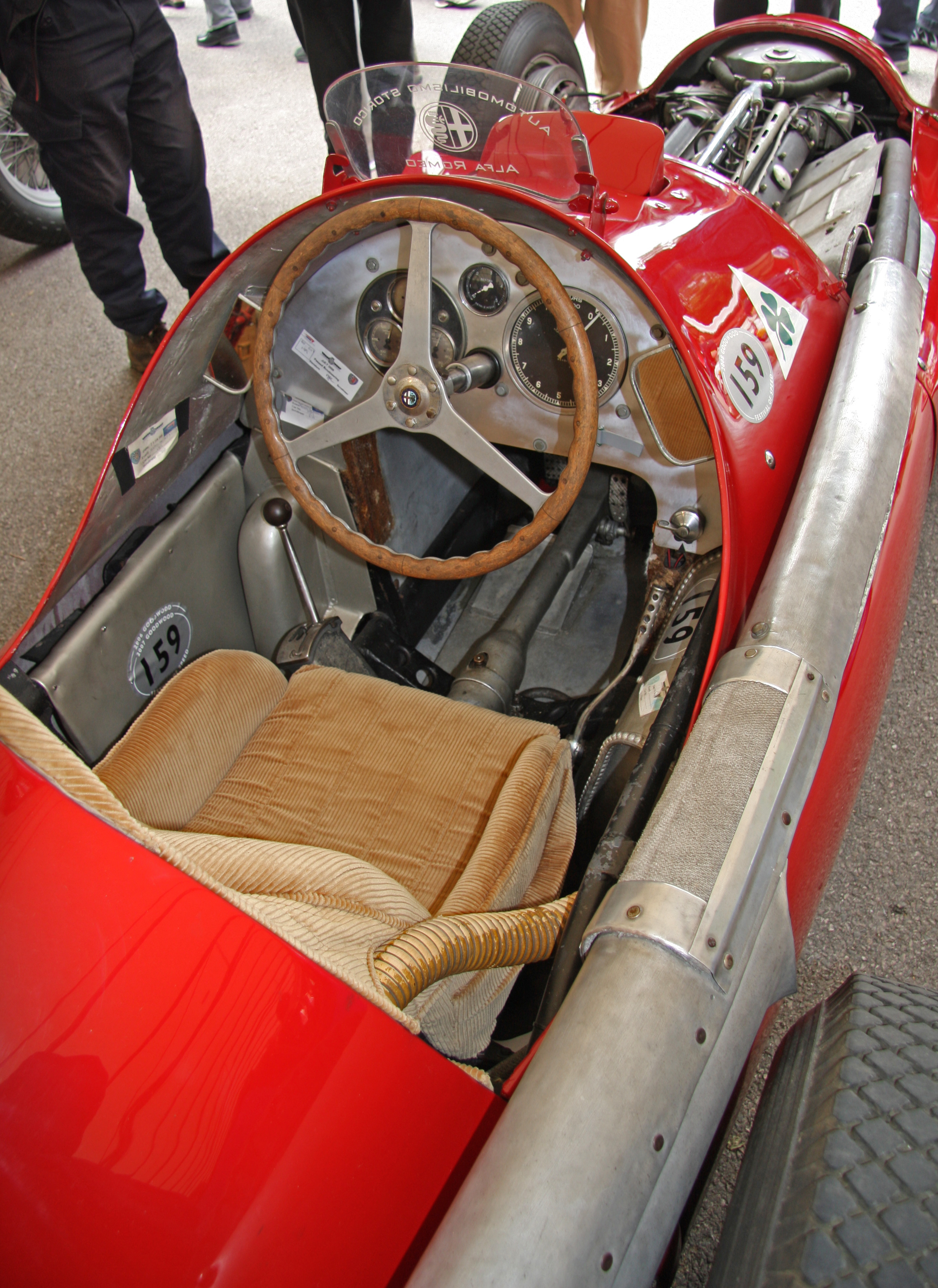
Кабіна пілота

## Перемоги
| Дата               | Модель | Перегони                  | Місце                       | Клас          | Пілот                              |
| ------------------ | ------ | ------------------------- | --------------------------- | ------------- | ---------------------------------- |
| August 7, 1938     | 158    | Кубок Чіано               | Ліворно                     | Voiturette    | Еміліо Віллорезі                   |
| September 11, 1938 | 158    | Гран-прі Мілану           | Монца                       | Voiturette    | Еміліо Віллорезі                   |
| July 30, 1939      | 158    | Кубок Чіано               | Ліворно                     | Voiturette    | Джузеппе Фаріна                    |
| August 13, 1939    | 158    | Кубок Ачербо              | Пескара                     | Voiturette    | Клементе Біондетті                 |
| August 20, 1939    | 158    | Гран-прі Швейцарії        | Бремгартен                  | Voiturette    | Джузеппе Фаріна                    |
| May 12, 1940       | 158    | Гран-прі Триполі          | Лівія                       | Voiturette    | Джузеппе Фаріна                    |
| July 21, 1946      | 158    | Гран-прі націй            | Женева                      | -             | Джузеппе Фаріна                    |
| September 1, 1946  | 158    | Гран-прі Валентіно        | Турин, парк Валентіно       | non-Champ. F1 | Акілле Варці                       |
| September 30, 1946 | 158    | Гран-прі Мілану           | Мілан, парк Семпіоне        | -             | Карло Троссі                       |
| June 8, 1947       | 158    | Гран-прі Швейцарії        | Бремгартен                  | -             | Жан-П'єр Вімілль                   |
| June 29, 1947      | 158    | Гран-прі Європи           | Спа                         | -             | Жан-П'єр Вімілль                   |
| July 13, 1947      | 158    | Гран-прі Барі             | Барі                        | -             | Акілле Варці                       |
| September 7, 1947  | 158    | Гран-прі Італії           | Мілан, парк Семпіоне        | -             | Карло Троссі                       |
| July 4, 1948       | 158    | Гран-прі Швейцарії        | Бремгартен                  | -             | Карло Троссі                       |
| July 18, 1948      | 158    | Гран-прі Франції          | Реймс                       | -             | Жан-П'єр Вімілль                   |
| September 5, 1948  | 158    | Гран-прі Італії           | Турин, парк Валентіно       | -             | Жан-П'єр Вімілль                   |
| October 17, 1948   | 158    | Autodrome Grand Prix      | Монца                       | -             | Жан-П'єр Вімілль                   |
| April 16, 1950     | 158    | Гран-прі Сан Ремо         | Оспедалетті                 | -             | Хуан-Мануель Фанхіо                |
| May 13, 1950       | 158    | Гран-прі Європи           | Сільверстоун                | Формула-1     | Джузеппе Фаріна                    |
| May 21, 1950       | 158    | Гран-прі Монако           | Монако                      | Формула-1     | Хуан-Мануель Фанхіо                |
| June 4, 1950       | 158    | Гран-прі Швейцарії        | Бремгартен                  | Формула-1     | Джузеппе Фаріна                    |
| June 18, 1950      | 158    | Гран-прі Бельгії          | Спа                         | Формула-1     | Хуан-Мануель Фанхіо                |
| July 2, 1950       | 158    | Гран-прі Франції          | Реймс                       | Формула-1     | Хуан-Мануель Фанхіо                |
| July 9, 1950       | 158    | Гран-прі Барі             | Барі                        | -             | Джузеппе Фаріна                    |
| July 30, 1950      | 158    | Гран-прі націй            | Circuit des Nations, Женева | -             | Хуан-Мануель Фанхіо                |
| August 15, 1950    | 158    | Кубок Ачербо              | Пескара                     | -             | Хуан-Мануель Фанхіо                |
| August 26, 1950    | 158    | BRDC International Trophy | Сільверстоун                | non-Champ. F1 | Джузеппе Фаріна                    |
| September 3, 1950  | 158    | Гран-прі Італії           | Монці                       | Формула-1     | Джузеппе Фаріна                    |
| May 27, 1951       | 159    | Гран-прі Швейцарії        | Бремгартен                  | Формула-1     | Хуан-Мануель Фанхіо                |
| June 2, 1951       | 159    | Ulster Trophy             | Данрод                      | -             | Джузеппе Фаріна                    |
| June 17, 1951      | 159    | Гран-прі Бельгії          | Спа                         | Формула-1     | Джузеппе Фаріна                    |
| July 1, 1951       | 159    | Гран-прі Франції          | Реймс                       | Формула-1     | Луїджі Фаджолі/Хуан-Мануель Фанхіо |
| October 28, 1951   | 159    | Гран-прі Іспанії          | Педральбес                  | Формула-1     | Хуан-Мануель Фанхіо                |
| September 2, 1951  | 159    | Гран-прі Барі             | Барі                        | -             | Хуан-Мануель Фанхіо                |
| 1953               | 159    | Гран-прі Мерано           | Італія                      | -             | Хуан-Мануель Фанхіо                |

* Кубок конструкторів почав присуджуватись з 1958 року.

## Результати участі у чемпіонатах світу з перегонів у Формулі-1
Жирним шрифтом позначені етапи, на яких гонщик стартував з поулу.
Курсивом позначені етапи, на яких гонщик мав найшвидше коло.
| Рік  | Шасі | Двигун                | Шини | Пілоти               | 1    | 2    | 3    | 4    | 5    | 6    | 7    | 8   | Очки | WCC |
| ---- | ---- | --------------------- | ---- | -------------------- | ---- | ---- | ---- | ---- | ---- | ---- | ---- | --- | ---- | --- |
| 1950 | 158  | Alfa Romeo 158 1.5 L8 | P    |                      | GBR  | MON  | 500  | SUI  | BEL  | FRA  | ITA  |     | 88   | -*  |
| 1950 | 158  | Alfa Romeo 158 1.5 L8 | P    | Джузеппе Фаріна      | 1    | Схід |      | 1    | 4    | 7    | 1    |     | 88   | -*  |
| 1950 | 158  | Alfa Romeo 158 1.5 L8 | P    | Хуан-Мануель Фанхіо  | Схід | 1    |      | Схід | 1    | 1    | Схід |     | 88   | -*  |
| 1950 | 158  | Alfa Romeo 158 1.5 L8 | P    | Луїджі Фаджолі       | 2    | Схід |      | 2    | 2    | 2    | 3    |     | 88   | -*  |
| 1950 | 158  | Alfa Romeo 158 1.5 L8 | P    | Редж Парнелл         | 3    |      |      |      |      |      |      |     | 88   | -*  |
| 1950 | 158  | Alfa Romeo 158 1.5 L8 | P    | Джанбатіста Гвідотті | DNS  |      |      |      |      |      |      |     | 88   | -*  |
| 1950 | 158  | Alfa Romeo 158 1.5 L8 | P    | Консальво Санезі     |      |      |      |      |      |      | Схід |     | 88   | -*  |
| 1950 | 158  | Alfa Romeo 158 1.5 L8 | P    | П'єро Таруффі        |      |      |      |      |      |      | Ret  |     | 88   | -*  |
| 1951 | 159  | Alfa Romeo 158 1.5 L8 | P    |                      | SUI  | 500  | BEL  | FRA  | GBR  | GER  | ITA  | ESP | 75   | -*  |
| 1951 | 159  | Alfa Romeo 158 1.5 L8 | P    | Джузеппе Фаріна      | 3    |      | 1    | 5    | Схід | Схід | 3    | 3   | 75   | -*  |
| 1951 | 159  | Alfa Romeo 158 1.5 L8 | P    | Хуан-Мануель Фанхіо  | 1    |      | 9    | 1    | 2    | 2    | Схід | 1   | 75   | -*  |
| 1951 | 159  | Alfa Romeo 158 1.5 L8 | P    | Туло де Граффенрід   | 5    |      |      |      |      |      | Схід | 6   | 75   | -*  |
| 1951 | 159  | Alfa Romeo 158 1.5 L8 | P    | Консальво Санезі     | 4    |      | Схід | 10   | 6    |      |      |     | 75   | -*  |
| 1951 | 159  | Alfa Romeo 158 1.5 L8 | P    | Джанбатіста Гвідотті | DNS  |      |      |      |      |      |      |     | 75   | -*  |
| 1951 | 159  | Alfa Romeo 158 1.5 L8 | P    | Луїджі Фаджолі       |      |      |      | 1    |      |      |      |     | 75   | -*  |
| 1951 | 159  | Alfa Romeo 158 1.5 L8 | P    | Феліче Бонетто       |      |      |      |      | 4    | Схід | 3    | 5   | 75   | -*  |
| 1951 | 159  | Alfa Romeo 158 1.5 L8 | P    | Пауль Піч            |      |      |      |      |      | Схід |      |     | 75   | -*  |